# Concert at Sea 2010
Concert at Sea 2010 was de vijfde editie van het jaarlijkse popfestival Concert at Sea. Deze vijfde editie vond plaats op vrijdag 25 juni en zaterdag 26 juni 2010. 

## Geschiedenis
De kaartverkoop startte op 5 december 2009. Dagkaarten zijn 30 euro, weekendkaarten zijn 50 euro.
Op 22 januari 2010 werd bekend dat K's Choice een van de hoofdacts van het festival is.  Op 12 februari werd bekend dat Kane en Caro Emerald aan de line-up werden toegevoegd. Op 19 maart werd bekend dat ook Alain Clark, Rowwen Hèze, Waylon en Milow zullen optreden. Ook zal er nog een surpriseact zijn die de vrijdagavond afsluit. Op 19 juni werd bekend dat Guus Meeuwis de verrassingsact is. Er werd ook weer samengewerkt met het bandcoachingproject Pop aan zee, uit vier bands werd er gekozen voor Vota Fonzie.
Op de vrijdag was er een drumbattle voor Soedan, met Norman Bonink, Rob Snijders, Koen Herfst, Joost Kroon, Bram van den Berg, Rob Klerx en Martijn Bosman. K's Choice speelde zonder gitarist Gert Bettens, hij was ziek.
In totaal waren er 75.000 mensen, zaterdag waren alle 40.000 kaarten uitverkocht.

## Programma
De volgende artiesten stonden op de vijfde editie van Concert at Seaː

### Vrijdag 25 juni
- Alain Clark
- Kane
- Drumbattle voor Soedan met Norman Bonink, Rob Snijders, Koen Herfst, Joost Kroon, Bram van den Berg, Rob Klerx en Martijn Bosman
- Guus Meeuwis
- Loco Loco Discoshow

### Zaterdag 26 juni
- 12:45-13:00 Pop Aan Zee Talent: Vota Fonzie
- Waylon
- Caro Emerald
- Rowwen Hèze
- 19:00 Milow
- K's Choice - zonder Gert Bettens
- BLØF
- Wipneus en Pim

Ook dit jaar wordt het gepresenteerd door Joep van Deudekom, Peter Heerschop en Viggo Waas.
2006 · 2007 · 2008 · 2009 · 2010 · 2011 · 2012 · 2013 · 2014 · 2015 · 2016 · 2017 · 2018 · 2019 · 2020 · 2022 · 2023 · 2024